# 일본 제국의 프랑스령 인도차이나 침공
1940년 9월, 일본은 프랑스령 인도차이나의 하노이와 하이퐁을 거쳐 운남성의 쿤밍 시까지 이어지는 쿤밍-하이퐁 철도를 통해 중화민국의 무기와 연료를 공급하는 것을 막기 위해 프랑스령 인도차이나 침공을 실시한다. 일본군에서는 후쓰인 진출(일본어: 仏印進駐)라고 부른다. 비시 프랑스와 일본 제국 간 합의를 거치기 전에 몇 일 동안 전투를 계속하고 이는 제2차 세계 대전과 중일전쟁의 맥락으로 진행되었다. 일본이 북부 인도차이나를 점령하자 중국의 봉쇄를 지속하기 위해 진행했던 남광시 전투가 끝난다.

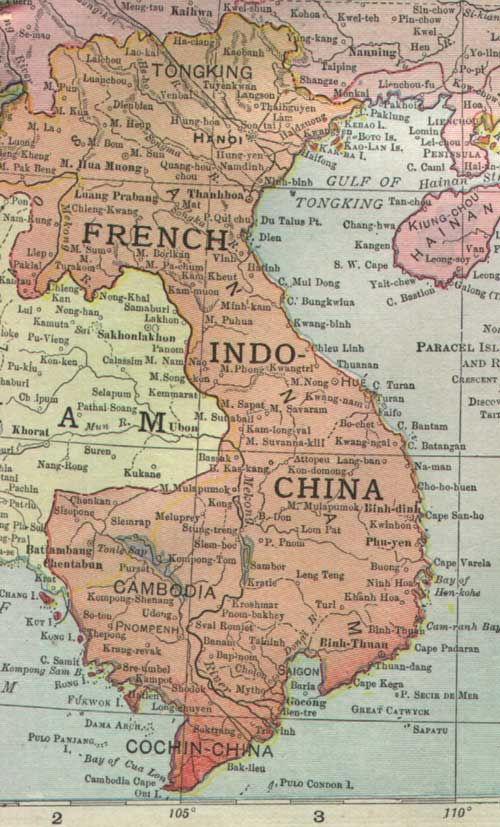
1913년때의 프랑스령 인도차이나의 영토

## 중일전쟁과 일본의 동아시아 진출
당시 일본은 중국 국민당을 상대로 중일 전쟁을 하고 있었다. 그런데 점점 국민당이 강력해지자 위협을 느낀 일본은 국민당의 물자수송로를 막아버리기 위하여 프랑스령 인도차이나 북부에 진출할 필요성이 대두되었다. 당시 세계 2차 대전 유럽전선에서는 프랑스가 독일에 항복하면서 사실상 인도차이나는 독일의 것이나 다름없게 되었다. 독일은 프랑스의 꼭두각시 정권 비시 정권이 임명한 장 드꾸 장군의 인도차이나 정부랑 비밀리에 협상하여 일본의 베트남 진출을 허용하였다. 1940년 일본은 베트남 북부에 진출하고 1941년에는 베트남 남부까지 진출했다. 그리고 일본은 서서히 인도차이나를 노리고 있었다. 당시 독일은 전쟁에 바빠서 식민지에 관심이 없었다.

## 인도차이나 정부와의 협력
프랑스령 인도차이나 정부는 프랑스와 적대 관계인 일본과 깊은 관계를 유지하고 있었다. 바오다이황제도 진주를 수락하여, 일본은 정신없는 독일을 대신해 1945년 패망할때까지 프랑스령 인도차이나정부와 협력하였다. 비시 정권이 몰락한 이후, 베트남에서는 반프랑스 쿠데타가 일어나 프랑스로부터의 독립을 선언한 것이다. 2차 대전 이후 프랑스는 국력이 많이 약해져서 베트남을 독립시켜줬고, 국제사정에 따라 프랑스령 인도차이나도 4개의 나라로 분리되고 말았다. 2차 대전동안, 일본에는 군국주의 정권이 휩쓸려와 슬슬 인도차이나 정치에 간섭하기에 이르었고 대동아 공영권을 주장하며 프랑스령 인도차이나, 네덜란드령 동인도 등 동아시아와 태평양 제도들을 빼앗았다.

## 같이 보기
- 일본 제국 인도차이나 주둔병의 기원

## 미디어 링크
- Conflict in Indochina, French newsreels archives (Les Actualités Mondiales), January 15, 1941